# Hogback Hill
Der Hogback Hill (englisch für Schweinerückenhügel) ist ein 735 m hoher und abgerundeter Berg im ostantarktischen Viktorialand. Er ragt unmittelbar nördlich des Hjorth Hill und 6 km westlich des Kap Bernacchi auf.
Teilnehmer der Terra-Nova-Expedition (1910–1913) unter der Leitung des Polarforschers Robert Falcon Scott gaben ihm seinen deskriptiven Namen.